# Eulerova věta (teorie čísel)
Eulerova věta (také známá jako Eulerova-Fermatova věta) je v teorii čísel označení pro tvrzení, které říká, že pro každé přirozené číslo n a přirozené číslo a nesoudělné s n platí
{\displaystyle a^{\varphi (n)}\equiv 1{\pmod {n}}},
kde φ(n) je Eulerova funkce a "... ≡ ... (mod n)" značí kongruenci, tedy rovnost ve smyslu modulární aritmetiky.
Věta je zobecněním Malé Fermatovy věty, naopak ji samu zobecňuje Carmichaelova věta.

## Důkaz
Leonhard Euler větu dokázal v roce 1736. Řečen moderní terminologií, důkaz vypadá následovně: Čísla 0<a<n nesoudělná s n tvoří spolu s násobením grupu G o φ(n) prvcích. Řád prvku odpovídající řádu cyklické grupy jím generované musí podle Lagrangeovy věty dělit řád grupy G. A výsledkem umocnění prvku na násobek jeho řádu musí být neutrální prvek.